# Tillobroma digitata
Tillobroma digitata là một loài ruồi trong họ Asilidae. Tillobroma digitata được Artigas miêu tả năm 1970. Loài này phân bố ở vùng Tân nhiệt đới.